# Civilització de Caral
La civilització de Caral, Caral-Supe o Norte Chico fou una societat complexa precolombina que tenia fins a trenta grans centres de població a la que ara és la regió del Norte Chico, entre el litoral central i septentrional del Perú. És la civilització coneguda més antiga d'Amèrica i un dels sis llocs on la civilització es va originar per separat en el món antic. Prosperà entre el segle xxx aC i segle xviii aC. El nom de Caral prové de la ciutat sagrada de Caral, un important jaciment arqueològic situat a la vall del Supe, on també es troben altres jaciments d'aquesta civilització. La societat complexa de Caral aparegué un mil·lenni després dels sumeris a Mesopotàmia i precedí la civilització olmeca de Mesoamèrica en gairebé dos mil·lennis.
En termes arqueològics, la civilització de Caral és una cultura preceràmica de l'Arcaic Tardà precolombí; no tenia ceràmica i no s'hi han observat gaires manifestacions d'art. L'assoliment més impressionant en fou l'arquitectura monumental, que inclou grans terraplens per elevar-hi construccions i fer-hi places circulars enfonsades. Els indicis arqueològics assenyalen l'ús de la tecnologia tèxtil i, possiblement, l'adoració de símbols comuns de Déu, activitats recurrents en cultures andines precolombines posteriors. Se suposa que era necessari un govern sofisticat per dirigir aquesta antiga societat. Encara queden preguntes sobre la seva organització, en particular sobre l'impacte dels recursos alimentaris en la política.
Des de la dècada del 1940, com a mínim, els arqueòlegs ja sabien que hi havia jaciments arqueològics a la zona. Les primeres investigacions es dugueren a terme a Aspero, un jaciment a la costa identificat el 1905, i més tard ja es treballà terra endins a llocs com Caral.

No va ser fins al final de la dècada de 1990 que un grup d'arqueòlegs peruans, liderats per Ruth Shady Solís, obtingueren per primera vegada informació extensa sobre la civilització amb investigacions a Caral. Un article del 2001 a la revista Science sobre les investigacions de Caral i un altre del 2004 a la revista Nature que explicava el treball de camp a una zona més àmplia i incloïa datacions basades en el radiocarboni revelaren la gran importància d'aquesta civilització i suscitaren un gran interès.

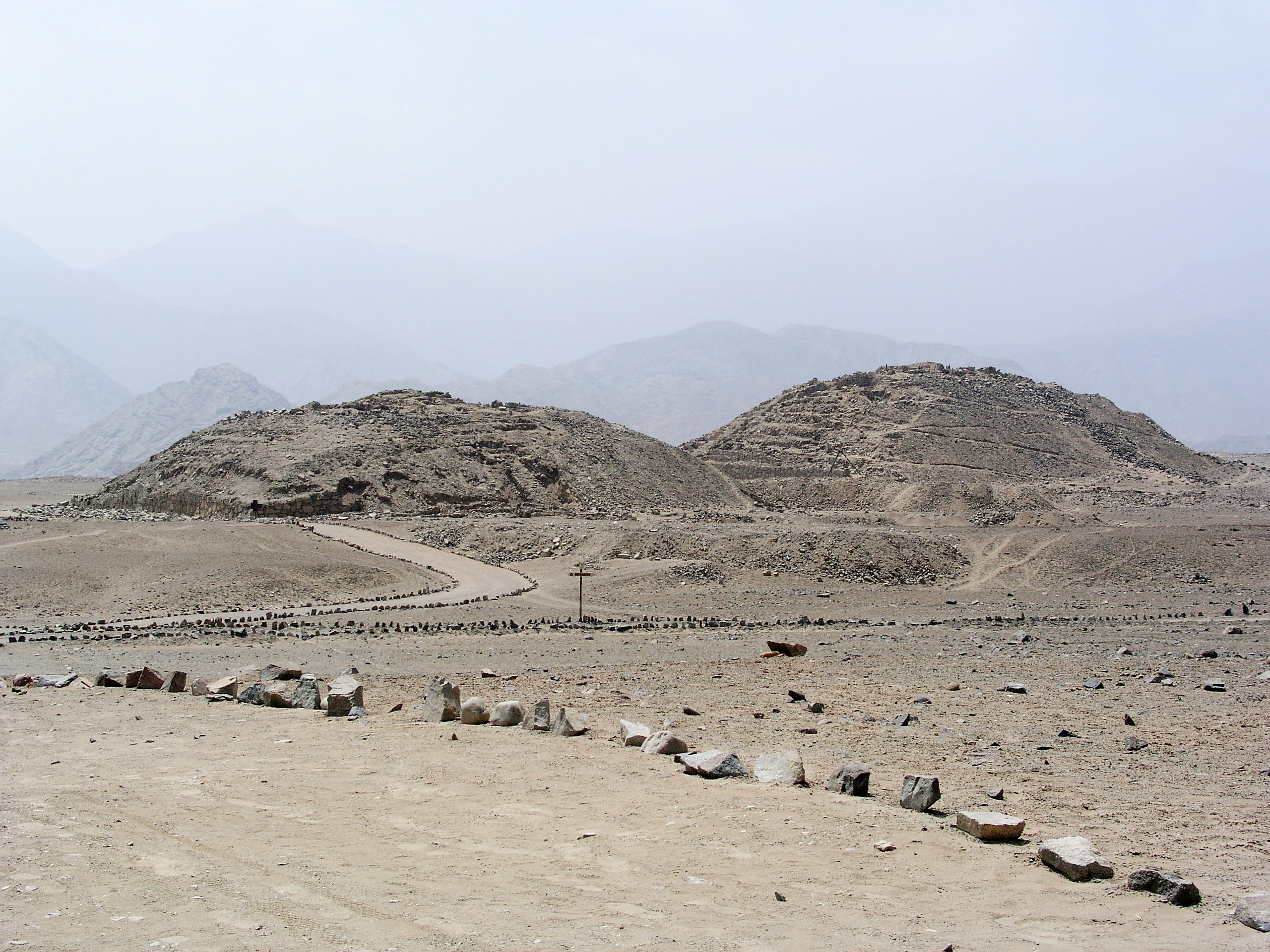
Ruïnes de les dues piràmides principals de Caral, a l'àrida vall del Supe.

## Història i geografia
El Perú andí és una de les sis zones del món on s'ha determinat que hi ha hagut un desenvolupament autòcton de la civilització, una de les dues de l'hemisferi occidental, juntament amb Mesoamèrica. La civilització de Caral ha endarrerit l'horitzó de societats complexes a la zona peruana en més de mil anys, ja que la cultura Chavín, circa 900 aC, havia estat considerada durant anys la primera civilització de la zona. De fet, encara és citada com a tal en alguns documents no especialitzats.
El descobriment de la civilització de Caral també ha portat el focus d'investigació que estava situat als Andes (on es troben els principals emplaçaments de la cultura Chavín i del posterior imperi Inca) a les zones litorals del Perú. La zona de la civilització de Caral se situa entre el litoral central i septentrional del país, entre uns 150 i 200 km al nord de Lima, més o menys limitada per la vall del Lurín al sud i la vall del Casma al nord. Comprèn les valls de quatre rius litorals: Huaura, Supe, Pativilca i Fortaleza. Els jaciments coneguts es concentren al voltant dels tres darrers, que comparteixen una mateixa plana litoral. Les tres valls principals cobreixen tan sols 1.800 km², i la recerca ha posat l'accent en la densitat dels centres de població.
El litoral peruà és una zona on sembla «improbable, fins i tot aberrant» que s'hagués de produir el desenvolupament «pristí» de la civilització, en comparació amb altres bressols de la civilització. És extremament àrid, limitat per dues ombres orogràfiques (causades pels Andes a l'est i pels vents alisis del Pacífic a l'oest). A la regió hi ha més de cinquanta rius que porten aigua del desgel andí. L'expansió del regadiu a partir d'aquestes fonts d'aigua es considera decisiva en l'aparició de la civilització de Caral; tota l'arquitectura monumental de diversos jaciments s'ha trobat a prop de canals de rec.

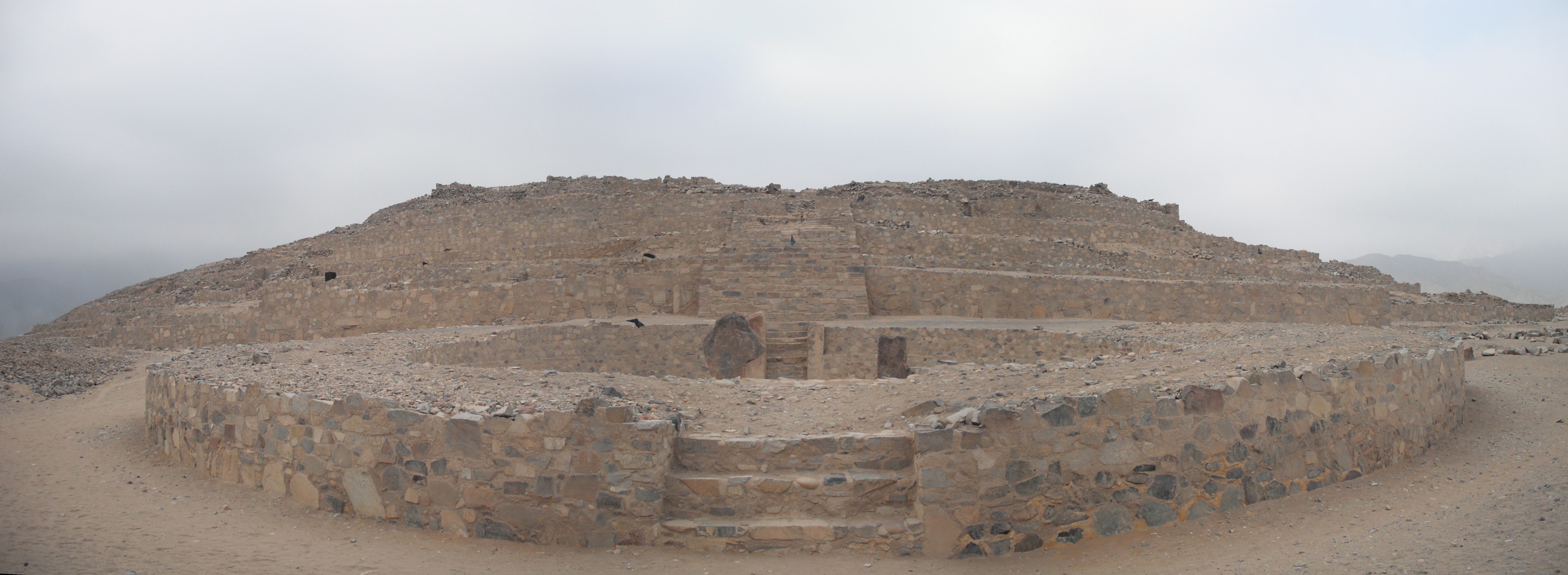
Una plaça circular enfonsada davant d'una piràmide a Caral

Les proves de datació basada en el carboni 14 de Jonathan Haas et al. indicaren que 10 de les 95 mostres preses a les zones de Pativilca i Fortaleza dataven d'abans del 3500 aC; la més antiga, del 9210 aC, ofereix «indicacions limitades» d'assentaments humans durant l'era de l'Arcaic Primerenc precolombí. Dues dates del 3700 aC s'associen amb arquitectura comunal, però és probable que siguin anòmales. És a partir del 3200 aC que és clara la presència d'assentaments humans a gran escala i de construccions comunals. Mann, compendiant la bibliografia existent el 2005, suggereix que «un temps abans del 3200 aC, i possiblement abans del 3500 aC» és la data del començament del període formatiu de la civilització de Caral. També destaca que la data més antiga associada a una ciutat és el 3500 aC, a Huaricanga (ciutat situada a la vall del riu Fortaleza, que és la vall més septentrional), segons les datacions de Haas.
Les datacions de Haas corresponents al principi del tercer mil·lenni aC suggereixen que els centres de població de la costa i de l'interior es desenvoluparen en paral·lel. Malgrat això, del 2500 al 2000 aC, durant el període de màxima expansió, la població i el desenvolupament clarament es desplaçaren cap a l'interior. Així, sembla que el desenvolupament més important es produí en grans nuclis interiors com ara Caral, tot i que encara depenien del peix i el marisc de la costa. Les dates de l'apogeu de la civilització estan en consonància amb les obtingudes per Shady a Caral, que mostren habitació del 2627 aC al 2020 aC. Tanmateix, que les zones costaneres i les interiors es desenvolupessin conjuntament segueix essent discutit (vegeu la següent secció).
Cap al 1800 aC, la civilització de Caral començà la decadència a mesura que apareixien nous centres de població al sud i al nord de la costa, així com, a l'est, dins la serralada dels Andes. És possible que l'agricultura basada en el regadiu, clau de l'èxit de la civilització de Caral, contribuís també a encaminar-la a la fi. Un investigador afirma que «quan aquesta civilització entra a la decadència, comencen a aparèixer grans canals a zones llunyanes del nord. La gent es traslladava cap a terres més fèrtils i portava el seu coneixement del regadiu.» Això seria mil anys abans del naixement de la següent gran cultura peruana, la cultura Chavín.

## La costa marítima i l'interior agrícola
La recerca sobre la civilització de Caral continua amb moltes preguntes sense respondre. El debat està obert respecte a dues qüestions relacionades: el grau en què l'aparició de la civilització de Caral es basà en l'aprofitament dels aliments del mar i la relació precisa que hi havia entre les poblacions de la costa i de l'interior.

### Alimentació coneguda
L'alimentació pròpia dels membres de la civilització de Caral ja s'ha començat a perfilar. Al jaciment de la ciutat de Caral, les plantes domesticades i comestibles que ha identificat Shady són algunes espècies de carabasseres i lleguminoses, lúcuma, guaiaba, Inga feuillei i moniato. Haas et al. també han identificat aquestes plantes estudiant jaciments de més al nord, i a més han trobat alvocats i espècies de Canna. També hi havia un component significant de peix i marisc, tant a la costa com terra endins. Shady fa constar que «les restes animals són quasi exclusivament d'animals marins» a Caral, com ara cloïsses, musclos i grans quantitats de seitons i sardines. Que els seitons es consumien terra endins és clar, però tot i així Haas diu que «els animals i algues marins no semblen formar una part important de l'alimentació en els jaciments no costaners, situats terra endins».

### Hipòtesi de l'origen marítim de la civilització andina
El paper dels aliments del mar a la civilització ha suscitat debat. Es va dur a terme força treball de camp a la regió litoral d'Aspero abans que es conegués el gran abast i la interconnexió de la civilització. En un article del 1973, Michael E. Moseley confirmà la manca de ceràmiques a Aspero que ja havia estat observada, i deduí que els monticles del jaciment eren plataformes de terra artificials. Però l'afirmació més agosarada que sostingué fou que una economia de subsistència marítima (consum de peix i marisc) havia estat la base de la societat i la clau del seu creixement primerenc, una teoria que més tard es definí com l'«origen marítim de la civilització andina». Aquesta hipòtesi estava en desacord amb el consens acadèmic que l'origen de les civilitzacions estava basat en l'agricultura intensiva, particularment d'almenys d'un tipus de cereal. Això s'havia considerat durant molt de temps una condició essencial per l'aparició de les societats complexes. La hipòtesi de Moseley s'ha debatut i s'ha posat en dubte (al·legant, per exemple, que s'havia sobreestimat tant la quantitat d'aliments marítims com la seva aportació calòrica), però també ha estat tractada com a versemblant en treballs com ara el sumari de Mann del 2005.
Concomitant la hipòtesi de la subsistència marítima, hi ha la idea d'un possible domini de la zona immediatament adjacent a la costa sobre la zona més interior. Aquesta idea va perdre força quan es va descobrir l'enorme magnitud Caral, una ciutat interior. Complementant l'article del 1997 en què Shady datava l'antiguitat de Caral, un reportatge del 2001 a la revista Science posava èmfasi en el predomini de l'agricultura i també indicava que Caral podia ser el centre urbà més antic del Perú (i de tota Amèrica). Així, la idea que la civilització podia haver començat adjacent a la costa va anar perdent la versemblança. De fet, un arqueòleg explicà que «més que antecedents costaners de les ciutats monumentals interiors, el que hi ha són pobles costaners satèl·lits dels nuclis monumentals interiors».
Aquestes afirmacions van ser respostes ràpidament per Sandweiss i Moseley, que van observar que Caral, tot i ser el jaciment preceràmic més gran i complex, no era el més antic. Admetien la importància de l'agricultura per la indústria i per millorar l'alimentació, però seguien defensant «el destacable paper dels recursos marítims en l'inici de la civilització andina». Actualment, hi ha consens acadèmic que els nuclis interiors tenien poblacions significativament més grans, i que, com que hi havia molta més gent al llarg dels quatre rius que a la costa, els primers havien de ser dominants. La pregunta és quina de les zones es va desenvolupar abans i creà el model que permeté el desenvolupament subsegüent. Haas rebutja que el desenvolupament marítim en llocs a la costa fos previ, i apunta a un desenvolupament contemporani basant-se en les seves datacions. D'altra banda, Moseley segueix convençut que la població costanera d'Aspero és el nucli més antic i que la seva subsistència marítima va servir com a base per la civilització.

### El cotó i la política
Sembla probable que el cotó (de l'espècie Gossypium barbadense) proporcionés el domini de la zona interior (tant si aquesta es va desenvolupar abans, com contemporàniament o després que la costa). Tot i no ser comestible, era la planta més conreada a la civilització de Caral, ja que era necessària per fabricar tant les xarxes de pescar (que al seu torn proveïen recursos marítims) com els productes tèxtils. Haas assenyala que «el control del cotó permet a una classe governant beneficiar-se dels avantatges dels teixits en forma de roba, bosses, embolcalls i ornaments». Està disposat a acceptar la paradoxa de la dependència mútua: «Els residents de la civilització de Caral necessitaven els recursos marítims per obtenir proteïnes i els pescadors necessitaven el cotó per fer les xarxes de pescar». Així doncs, identificar el cotó com un recurs important produït a l'interior no resol l'assumpte sobre l'origen de la civilització. Moseley argumenta, per exemple, que els centres marítims més pròspers podrien haver-se endinsat a les valls per trobar cotó. La relació existent entre el cotó i la política segueix sense conèixer-se.
Independentment de la situació dels recursos marítims, el desenvolupament d'aquesta civilització encara és remarcable per l'aparent absència d'un aliment bàsic: els cereals. Tot i que el blat de moro va ser la columna vertebral de la dieta de les següents civilitzacions precolombines i que els cereals s'han convertit en un cultiu essencial arreu del món, no s'han trobat indicis del seu cultiu a la civilització de Caral. Moseley va trobar un nombre reduït de panotxes de blat de moro el 1973 a Aspero (que ja s'havien vist al jaciment a les dècades del 1940 i 1950) però des de llavors ha considerat la troballa «problemàtica». Altres investigadors no tenen constància de cap cereal.

## Govern i organització social

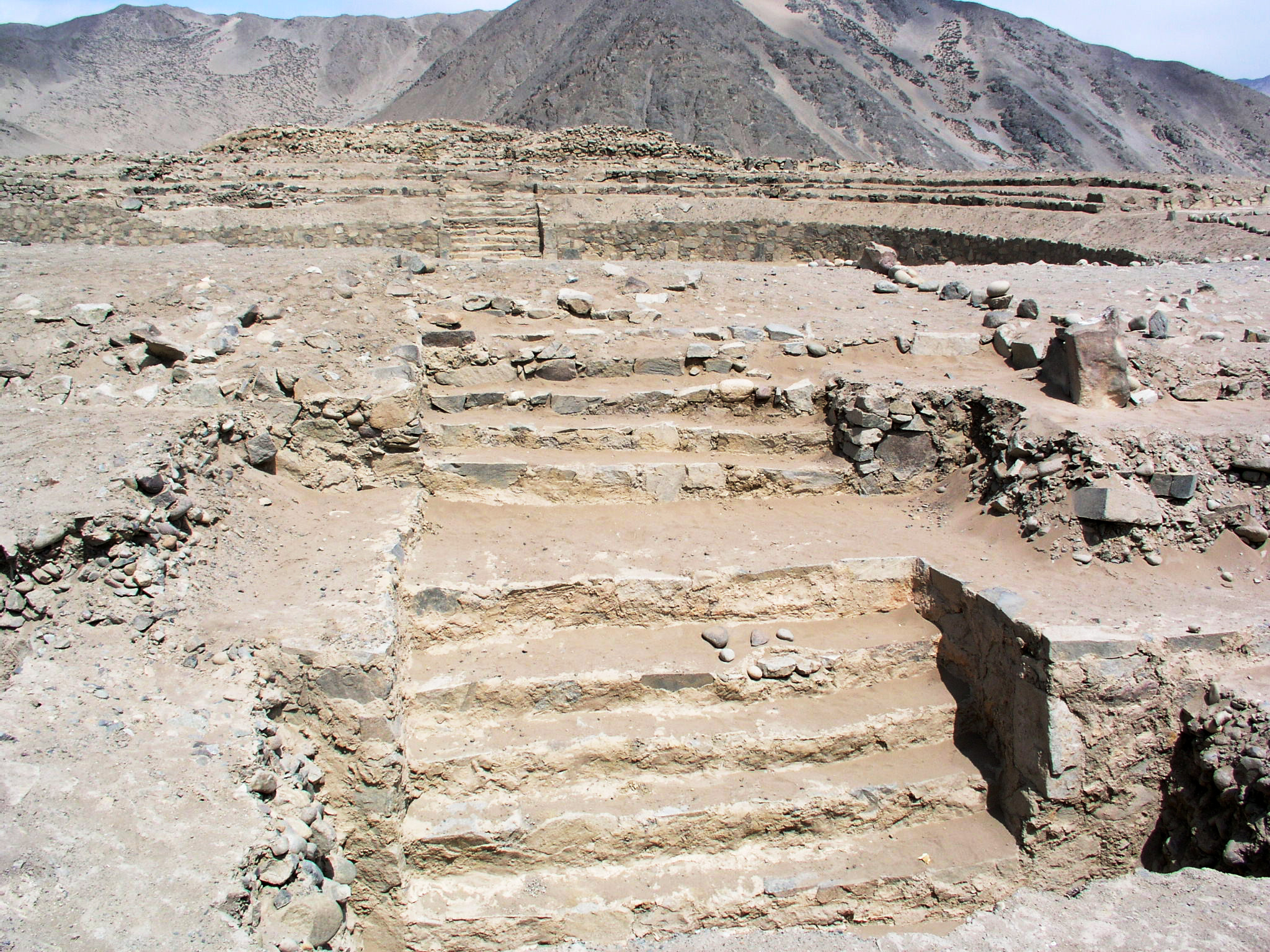
Restes d'estructures en terraplens a Caral.

Segons Mann, els cacicats de la civilització de Caral eren sistemes «gairebé del cert teocràtics, però no brutalment». A les zones de construccions hi ha indicis de festeigs, que podrien haver inclòs música i segurament alcohol, la qual cosa suggereix l'existència d'una elit capaç de mobilitzar i gratificar la població. El grau d'autoritat centralitzada és difícil de determinar, però els patrons de construcció arquitectònics són indicatius d'una elit que, almenys en certs llocs i en certs moments, exercia un poder considerable: mentre que part de l'arquitectura monumental es va construir progressivament, altres edificis, com ara els dos terraplens principals de Caral, sembla que es van bastir en una o dues fases intenses de construcció. Com a prova addicional del control centralitzat, Haas assenyala les restes de magatzems de pedres grosses descobertes a Upaca, al Pativilca, com a emblema del control de les autoritats de recursos vitals com el cotó.
Haas suggereix que els patrons de mobilització de mà d'obra que revela la investigació arqueològica assenyalen l'aparició original del govern humà, la qual cosa només ha ocorregut a un altre lloc del món, Sumer (i també, si es compta com a cas separat de Caral, a Mesoamèrica). Mentre que en altres casos la idea de govern hauria estat manllevada o copiada, en aquest petit grup el govern el van inventar. Altres arqueòlegs han rebutjat aquestes afirmacions titllant-les d'exagerades.
Quan investiga més profundament els fonaments d'un hipotètic govern, Haas suggereix tres grans poders per les societats complexes primerenques: el poder econòmic, l'ideològic i el físic. Segons Haas, els dos primers són presents a la civilització de Caral.

### Comerç i poder econòmic
L'autoritat econòmica hauria ragut en el control de les plantes comestibles, del cotó i de les relacions comercials associades, amb el poder centrat a les poblacions interiors. Haas introdueix la hipòtesi que l'abast d'aquesta base del poder econòmic podria haver-se estès considerablement: a la civilització de Caral només hi ha dos nuclis costaners confirmats (Aspero i Bandurria) i possiblement dos més, però s'han trobat xarxes de pesca de cotó i plantes domesticades al llarg de tota la costa peruana. És possible que els nuclis interiors més importants de la zona fossin el centre d'una àmplia xarxa de comerç regional centrada en aquests recursos. La revista Discover, citant Shady, presenta una vida comercial rica i variada: «[Caral] exportava els seus productes i els d'Aspero a comunitats distants a canvi d'importacions exòtiques: petxines de Spondylus de la costa de l'Equador, rics colorants de la serralada andina, rapè al·lucinogen de la conca amazònica.» Atès l'encara limitat abast de les investigacions a la civilització de Caral, aquestes afirmacions s'haurien de tractar d'hipòtesis. Altres informes de les investigacions de Shady assenyalen que Caral comerciava amb comunitats de la selva, de més a l'interior del continent, i possiblement amb habitants de les muntanyes.

### Poder ideològic
El poder ideològic dels líders es basava en l'aparent accés a les deïtats i a allò sobrenatural. Hi ha pocs indicis de religió a la civilització de Caral: s'ha trobat una imatge de Viracocha, una figura amb caputxa i ullals, en una carabassa (carabassa assecada i buidada) que data del 2250 aC. Viracocha, el Déu de les Vares, és una de les divinitats més importants de les cultures andines posteriors. Segons Winifred Creamer la troballa podria indicar l'adoració de símbols comuns de déus. Com en gran part de les investigacions a la civilització de Caral, la naturalesa i la importància de la troballa han estat qüestionades per altres investigadors.
L'acte de la construcció arquitectònica i el manteniment també hauria pogut formar part de l'experiència religiosa: un procés cerimonial i d'exaltació comunitària. Shady va anomenar Caral «la ciutat sagrada»: el centre d'interès socioeconòmic i polític era en els temples, que es remodelaven periòdicament, amb significants holocausts vinculats a les remodelacions.

### Poder físic
Haas nota l'absència de qualsevol indici de bases de poder físiques, és a dir, de construccions defensives. No hi ha senyals de guerres "de cap mena ni a cap nivell durant el període preceràmic". No hi ha signes de violència com ara cossos mutilats o edificacions cremades, i els patrons constructius no són mai defensius. El desenvolupament d'un govern complex en l'absència de guerra contrasta amb la teoria arqueològica, que diu que els grups humans basats en el parentiu es desfan i es formen grups més grans i complexos com «estats» quan han de defensar recursos sovint escassos. La terra arable, sobretot pel cotó, era un recurs vital, però sembla que l'estat i la civilització no es van desenvolupar per cap necessitat de defensa ni bèl·lica.

## Jaciments i arquitectura
Els jaciments de la civilització de Caral destaquen per l'excepcional densitat col·lectiva, així com per les mides individuals. Haas assenyala que la densitat de nuclis en una zona tan petita és única al món per a una civilització emergent. Durant el tercer mil·lenni aC, la zona de la civilització de Caral podia haver estat l'àrea més densament poblada del món (exceptuant, potser, el nord de la Xina).

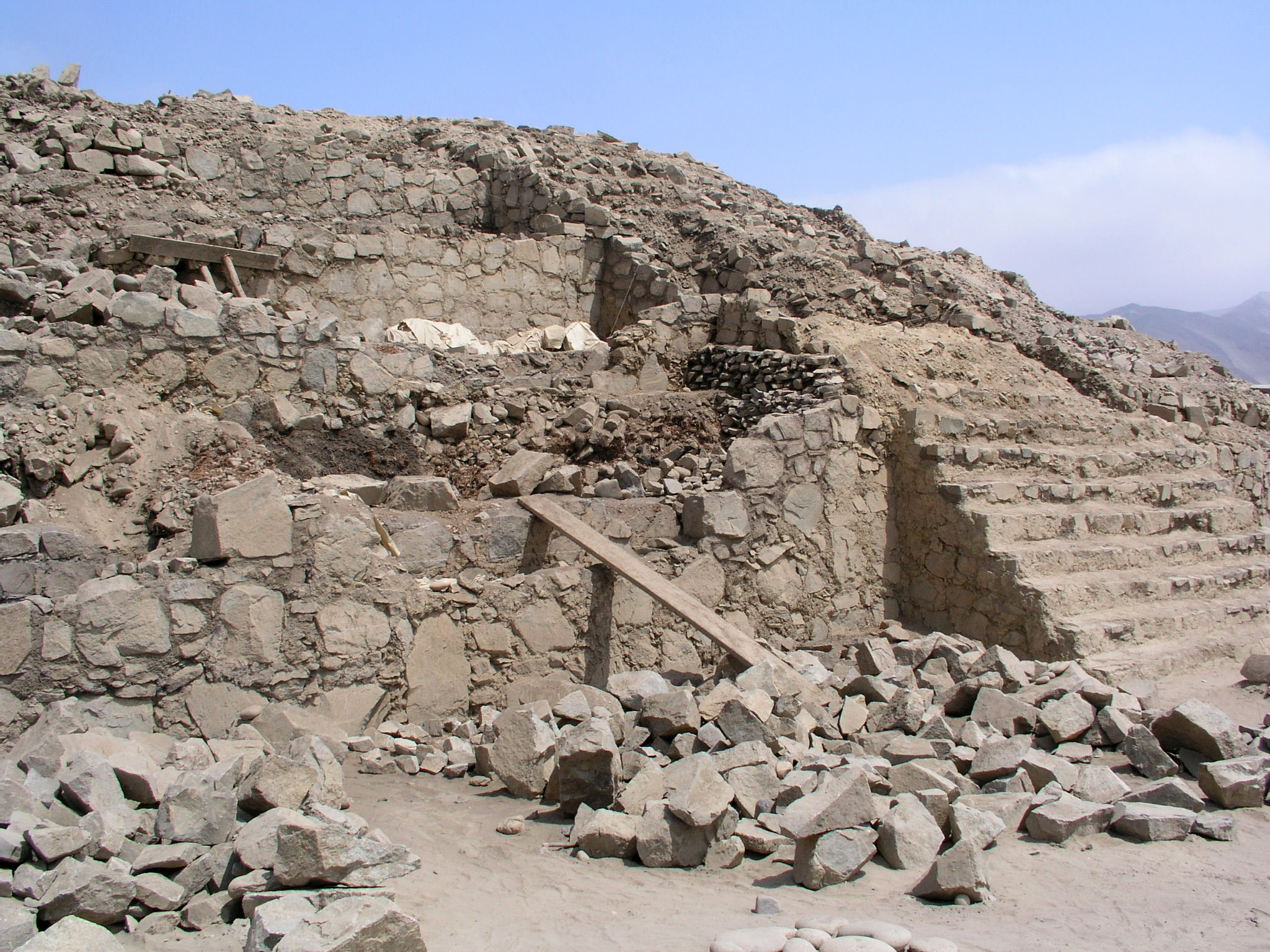
Piràmides rectangulars amb terrasses a Caral, amb rebliment de pedres.

Les valls del Supe, el Pativilca i el Fortaleza tenen cadascuna diversos jaciments arqueològics, mentre que a la vall del Huaura només n'hi ha un. Les exploracions innovadores de 1973 a Aspero, a la part més baixa de la vall del Supe, indicaven un jaciment d'unes 13 ha. L'estudi del jaciment assenyalava una vasta activitat de construcció prehistòrica. S'hi troben feixes de petita escala i també plataformes de maçoneria més sofisticades. Hi «podrien haver» fins a onze plataformes artificials. Moseley les anomena «Plataformes de Labor Corporativa», ja que tenen una mida, disseny i materials i tècniques de construcció que haurien requerit una mà d'obra organitzada.
L'exploració dels rius de més al nord donà a conèixer jaciments d'entre 10 i 100 ha. Es descobriren entre un i set grans terraplens —piràmides rectangulars amb terrasses—, amb unes dimensions que van dels 3.000 m³ fins als 100.000 m³. Shady assenyala que la zona central de Caral, amb arquitectura monumental, cobreix una superfície de poc més de 65 ha. En aquest jaciment també es descobriren sis terraplens, nombrosos monticles més petits, dues places circulars enfonsades i una varietat d'arquitectura residencial.

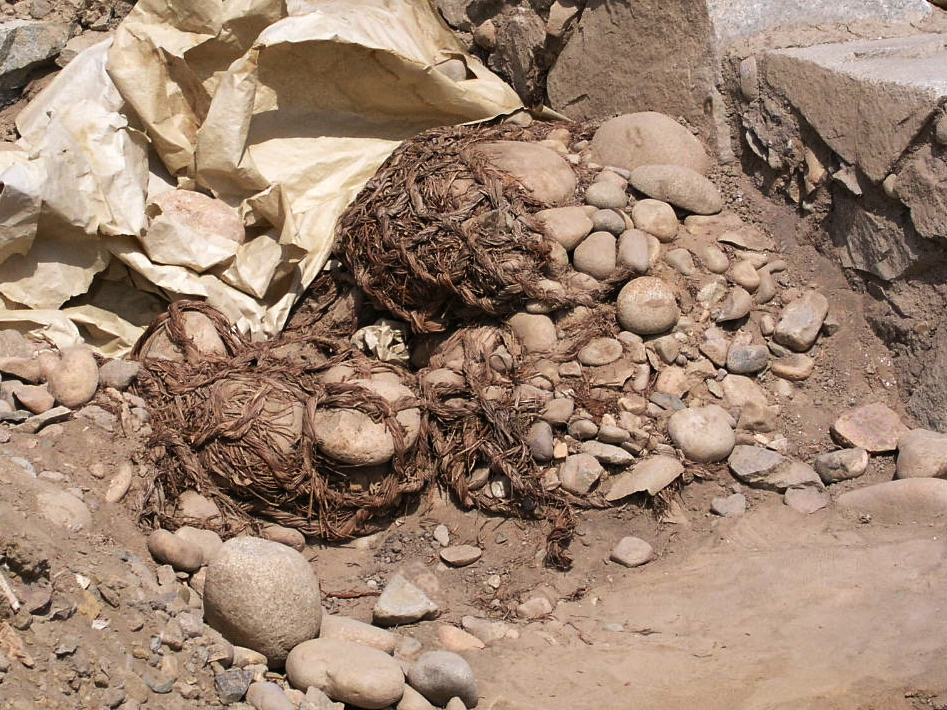
Bosses de shicra amb pedres a Caral

Les obres arquitectòniques monumentals es construïen amb pedra de pedrera i de riu. Els treballadors haurien transportat el material fins a les construccions fent servir bosses de senill (shicra), algunes de les quals s'han preservat. Roger Atwood, de la revista Archaeology descriu el procés: «Exèrcits d'obrers devien recollir una herba alta i duradora, coneguda com a shicra, a les muntanyes de damunt la ciutat, per fer unes bosses de malla dèbil que omplien de pedres, i amb aquestes bosses anaven reblint els espais de darrere els successius murs de contenció de les piràmides escalonades».
D'aquesta manera, la civilització de Caral assolí un formidable èxit arquitectònic. El terraplè més gran de Caral, la Pirámide Mayor, mesura 160 per 150 m i fa 18 m d'alçària. La BBC, en un reportatge sobre l'article de Shady del 2001, afirma que els treballadors haurien sigut «pagats o obligats» a treballar en projectes centralitzats d'aquesta mena, i que les anxoves assecades haurien pogut servir de moneda. Mann assenyala la «ideologia, carisma i reforç hàbilment programat» dels líders.

## Desenvolupament i tecnologies absents

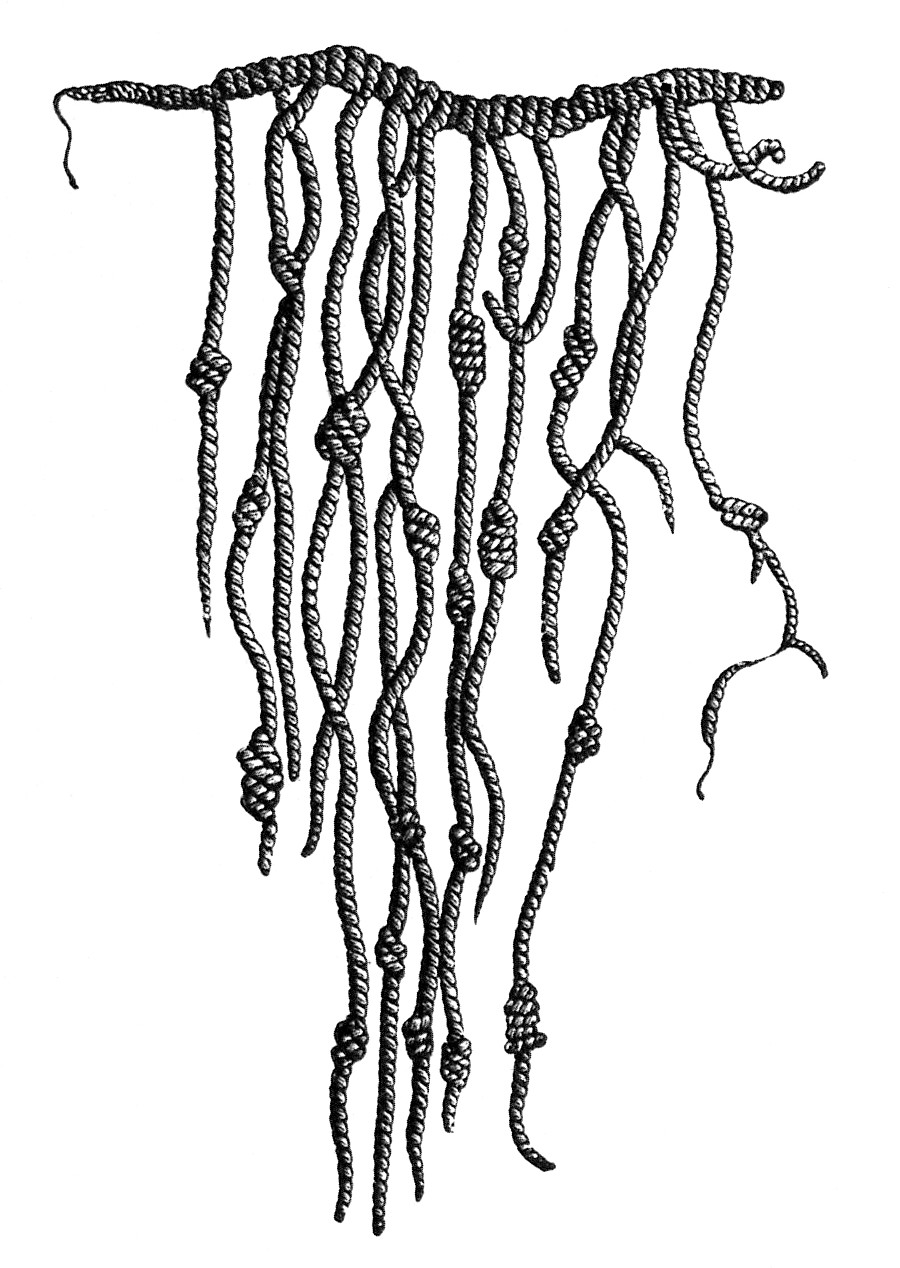
Els quipus trobats podrien ser una forma de "proto-escriptura" de la civilització de Caral.

Els models de desenvolupament de la civilització comuns d'Euràsia i el de la civilització de Caral tenen diferències notables. A Caral, hi ha una absència total de ceràmica en tot el període. La BBC observa que devien rostir els aliments que conreaven, ja que no tenien olles, cassoles ni cap altre recipient per bullir-los. La manca de ceràmica va acompanyada de l'absència d'art que s'hagi conservat. En conversa amb Mann, Alvaro Ruiz assenyala: "A la civilització de Caral gairebé no tenim cap mostra d'art visual: cap escultura, cap gravat ni baix relleu i gairebé cap pintura ni cap dibuix, els interiors són completament nus. Tot el que veiem són aquests monticles immensos, i productes tèxtils."
Mentre que la manca de ceràmica sembla anòmala, la presència de productes tèxtils és intrigant. La troballa a Caral de quipus (o khipus), objectes d'ús mnemotècnic fets amb cordes, podria significar que hi havia un sistema d'escriptura o "proto-escriptura". Mann publicà el descobriment a Science el 2005, però Shady no l'ha descrit ni n'ha informat formalment. L'ús exacte del quipu en aquesta cultura andina i en altres de posteriors ha sigut debatut àmpliament. Al principi es creia que era un simple estri mnemotècnic usat per recordar informació numèrica, com ara el recompte d'articles comprats i venuts. Han sorgit indicis que el quipu també podria haver enregistrat informació logogràfica com ho fa l'escriptura. La recerca en aquest tema s'ha centrat en la mostra molt més gran de quipus, uns pocs centenars, que daten de l'època incaica; el quipu de Caral continua sent singular i sense desxifrar.
Hi ha hagut altres troballes suggestives. Si bé hi ha una absència aparent d'arts visuals, la gent hauria tocat música instrumental: s'han descobert trenta-dues flautes, elaborades a partir d'os de pelicà. La cara lasciva de Viracocha és un altre element que espera explicació. Aquestes troballes arqueològiques, tot i que encara fragmentàries, corresponen als patrons de civilitzacions andines posteriors i poden indicar que la civilització de Caral feia de model. Juntament amb les troballes específiques, Mann destaca "la preeminència de l'intercanvi de béns en una àmplia àrea, la inclinació per projectes cívics col·lectius i festius, i l'alta valoració dels teixits i les tecnologies tèxtils" a la civilització de Caral com a patrons que es repetirien més tard en el bressol peruà de civilitzacions.

## Controvèrsies en la recerca
El descobriment de Caral ha anat acompanyat de polèmica entre els investigadors. La «disputa monumental», com l'anomena la revista Archaeology, compren «insults públics, una acusació de plagi, interpel·lacions ètiques tant al Perú com als Estats Units i queixes de funcionaris peruans al govern americà.» L'autor principal de l'article primitiu de l'abril de 2001 és la peruana Ruth Shady, amb el matrimoni americà format per Jonathan Haas i Winifred Creamer com a coautors. Fou Haas qui promogué l'autoria conjunta, amb l'esperança que la participació d'investigadors americans permetés aconseguir finançament per a la datació basada en el carboni 14 i per al futur de la recerca. Més tard, Shady acusà el matrimoni de plagi i d'atribució insuficient, assenyalant que la parella no li atribuïa les interpretacions sobre el desenvolupament de les societats complexes al Perú, que formen part de la recerca que havia fet pel seu compte des de feia 10 anys.
Hi ha en disputa l'atribució del descobriment de la civilització, el nom que se li dona i el desenvolupament dels models teòrics que l'expliquen. El 1997 ja era clar que Shady estava descrivint una civilització, quan parla dels inicis de la civilització al Perú. Per bé que la situava a la vall del Supe, amb Caral al centre, afirmava que la base geogràfica havia de ser més extensa:
| « | El nombre de centres urbans (17) identificat a la vall del Supe, i la seva magnitud, requeriren d'una gran quantitat de mà d'obra i d'excedents per a la seva edificació, manteniment, remodelació i enterrament. Si considerem exclusivament la capacitat productiva d'aquesta petita vall, aquesta inversió no hauria pogut ser realitzada sense la participació de les comunitats de les valls veïnes. | » |

El 2004, Haas et al. escrigueren: «La nostra investigació recent a les veïnes Pativilca i Fortaleza ha revelat que Caral i Aspero eren només dos d'un nombre molt major de grans jaciments de l'Arcaic Tardà a Norte Chico», i només citaven Shady a notes al peu. Aquest tipus d'atribució és allò que ha enutjat Shady i els seus partidaris. La posició de Shady ha sigut perjudicada per la manca de finançament per a la investigació en arqueologia al Perú, com també per l'avantatge en mitjans que tenen els investigadors nord-americans en disputes d'aquesta mena.
Haas i Creamer foren absolts per les seves institucions de l'acusació de plagi. El consell assessor científic del museu Field de Chicago reprengué Haas per notes de premsa i pàgines web en les quals l'atribució a Shady era insuficient i que exageraven el paper de la parella com a descobridors. La disputa segueix en peu. Els estudiosos tenen la preocupació que això podria dificultar als arqueòlegs dels Estats Units d'aconseguir permís per treballar al Perú.